# Ушуреј (Валча)
Ушуреј (рум. Ușurei) насеље је у Румунији у округу Валча у општини Шушани. Oпштина се налази на надморској висини од 213 m.

## Становништво
Према подацима из 2002. године у насељу је живело 635 становника, од којих су сви румунске националности.